# 洛辛堡足球會
洛辛堡足球會（Rosenborg Ballklub (RBK)）是一間位於特隆赫姆的挪威足球球會，目前在挪威足球超級聯賽中竞逐。球会於1917年5月19日成立，初時稱為奧特(Odd)，到1927年才改名叫洛辛堡。作为挪威最成功的足球俱乐部，截止2016年，洛辛堡一共取得 24 个顶级联赛冠军以及 10 次挪威盃冠军，参与欧洲赛场的比赛比任何挪威俱乐部都多。尤其在1992年至2004年期間，連續13年贏得挪威足球超級聯賽冠軍，直至2005年他們以第七名完成為止。洛辛堡這個連續奪得本土聯賽冠軍紀錄在世界上是第二長，最長的是拉脫維亞球隊史干圖，這間球會連續14次奪得本土聯賽冠軍紀錄，同樣地也在2005年終結。
洛辛堡的主場館位於拉簡度球場，於1947年8月10日開幕。在2000年12月至2002年10月期間，會方把拉簡度球場改裝成全坐位兼現代化的球場。2014年球季的平均入場人次為 14,806 人。在1967年开始统计球队上座率以来，球队平均上座率最高为2006年的19440。由于自2010赛季后球队已经连续4年没能取得联赛冠军，球队上座率也下降到比较低的水平。

## 球會歷史

### 初期（1917年-1959年）
於1917年5月19日，12個來自特隆赫姆洛辛堡區的年輕人成立了奧特體育會(Sportsklubben Odd)。奧特這個名稱來自位於希恩的奧特格寧蘭，奧特格寧蘭是當時最成功的球會。奧特成立之初只是和地區球會比賽，直到1920年才開始嘗試加入國家聯賽制度。就像當時最初成立的球隊一樣，奧特的申請多次被拒絕，因為當時的球會都有効力較大的球會，如果讓他們進入的話，會引起球員短缺的危機。隨著時間的流逝，失去信心的球員開始離開球會，而一線隊在1923年只是有一場正式的比賽。
到了1926年，管理層換上了一批新成員，經過新成員的努力，奧特終於在1927年成功申請加入國家聯賽制度。一年後，球會己準備加入挪威足球協會，但由於協會不容許球會名稱重複，於是在1928年10月26日，奧特體育會改名為洛辛堡足球會(Rosenborg Ballklub)。
洛辛堡開始時有一些小成就，經常在較低組別聯賽上落。但自從1931年開始，球會的表現開始改善，他們升上了挪威足球超級聯賽，一年後他們首次於挪威杯亮相。同時，洛辛堡也在規劃新主場館拉簡度球場，但計劃要到第二次世界大戰後才正式完成。

### 突破（1960年-1968年）
洛辛堡青年隊自成立以來，就已經是全國其中一支最佳的青年軍，尤其是在五十年代，當年的青年軍在六十年代陸續加入一線隊，為球隊定下了成功的基礎。他們在1960年升上最高級別的甲組聯賽，同年他們打進了挪威杯的決賽，對手正是洛辛堡於1917年成立時曾經採用其名字的奧特格寧蘭。該決賽最後要重賽定勝負，洛辛堡在重賽時擊敗對手，取得第一個杯賽冠軍。他們於1964年再次獲得挪威杯冠軍，但當時卻是在乙組角逐，球會自1963年在乙組開始，共渡過了三年，到1966年再獲得升上甲組的資格。
洛辛堡在1967年再次在甲組聯賽角逐，同年也證明了洛辛堡十分成功。由一班球員包括Harald Sunde, Nils Arne Eggen, 和年輕天才前鋒Odd Iversen，令球會贏得首個甲組聯賽冠軍。Iversen在當年18場賽事中射入了17球，而他在下一季更射入了30球，不過他最終未能協助球會衛冕，冠軍落在利恩手下。而六十年代末期，洛辛堡已經能躋身在挪威勁旅的行列。
在整個六十年代，洛辛堡在歐洲賽首次亮相，因為他們在1964年奪得杯賽冠軍，令他們能參加歐洲杯賽冠軍杯。三年後，球會作為聯賽冠軍，參加了歐洲聯賽冠軍杯。

### 起伏不定（1969年-1987年）
洛辛堡1969年起聘請了英國人George Curtis作為教練。Curtis引入了最新的4-4-2陣式，和把重點從全攻型足球，轉為集中在戰略和組織。起初這種戰略十分成功，也令球會第三次奪得聯賽冠軍。不過，當Odd Iversen和Harald Sunde離開球會後，球會就好像不懂入球似的，結果衛冕失敗。Curtis因此被指為太保守，最終被撤職，由退役球員Nils Arne Eggen接任。他採用眾人旨滿意的風格執教，令球會在四次年任期的第一年，成為了雙料冠軍。
1971年的雙料冠軍標誌球會第一個黃金時期的終結。他們接下來連續兩年在挪威杯決賽落敗，而球會也成為了護級分子。經常威脅撤換教練的恐慌(包括Eggen)，也令球會缺乏生氣，最終在1977年在全季只贏2場的情況下，以最後一名完成甲組聯賽。
Nils Arne Eggen接著第三次連任教練執教球會，由1978年開始，至1982年止。而已經35歲的Odd Iversen 也回歸球會，令球會回歸甲組。在1979年，Iversen第四次成為神射手，但他在1982年退役時，球會仍未贏得任何錦標。經過14年無錦標的歲月，終於在1985年，洛辛堡在聯賽最後一場擊敗利尼史特朗，以一分之微贏得聯賽冠軍。

### 壟斷（1988年-2002年）
1985年可以說時洛辛堡的轉捩點，但真正開始稱霸挪威則是到1988年才開始。這一年，球會接受來自新贊助商的大筆贊助費，令球會更全面地專業化。Nils Arne Eggen又再一次回到球隊作為首席教練，他前一年才協助莫斯贏得聯賽冠軍。洛辛堡在整個八十年代末期，一共贏得兩次雙料冠軍，分別在1988年和1990年。
洛辛堡在整個九十年代壟斷了挪威足球。當時和挪威國家足球隊保守作風引來多番批評(雖然國家隊的保守作風後來證明十分有效)相比，洛辛堡是有一個明顯的分別，洛辛堡嚴守眾人旨滿意的進攻足球風格執教。當1991年挪威足球超級聯賽正式成立時，球會由1992年開始，連續贏了13次的冠軍，而杯賽也贏了4次。
1995年，洛辛堡第一次成功打入歐洲聯賽冠軍盃，這一次令球會成功保住挪威聯賽冠軍的壟斷地位。打入歐洲聯賽冠軍杯的大筆收入，令洛辛堡成為挪威最富裕的球會，他們可以不斷簽入新球員以增強實力，不論在國家還是在歐洲的層次。這種方法保住了通往歐洲賽的道路，在這期間，很少球會能挑戰洛辛堡的地位。

### 歐洲賽之路

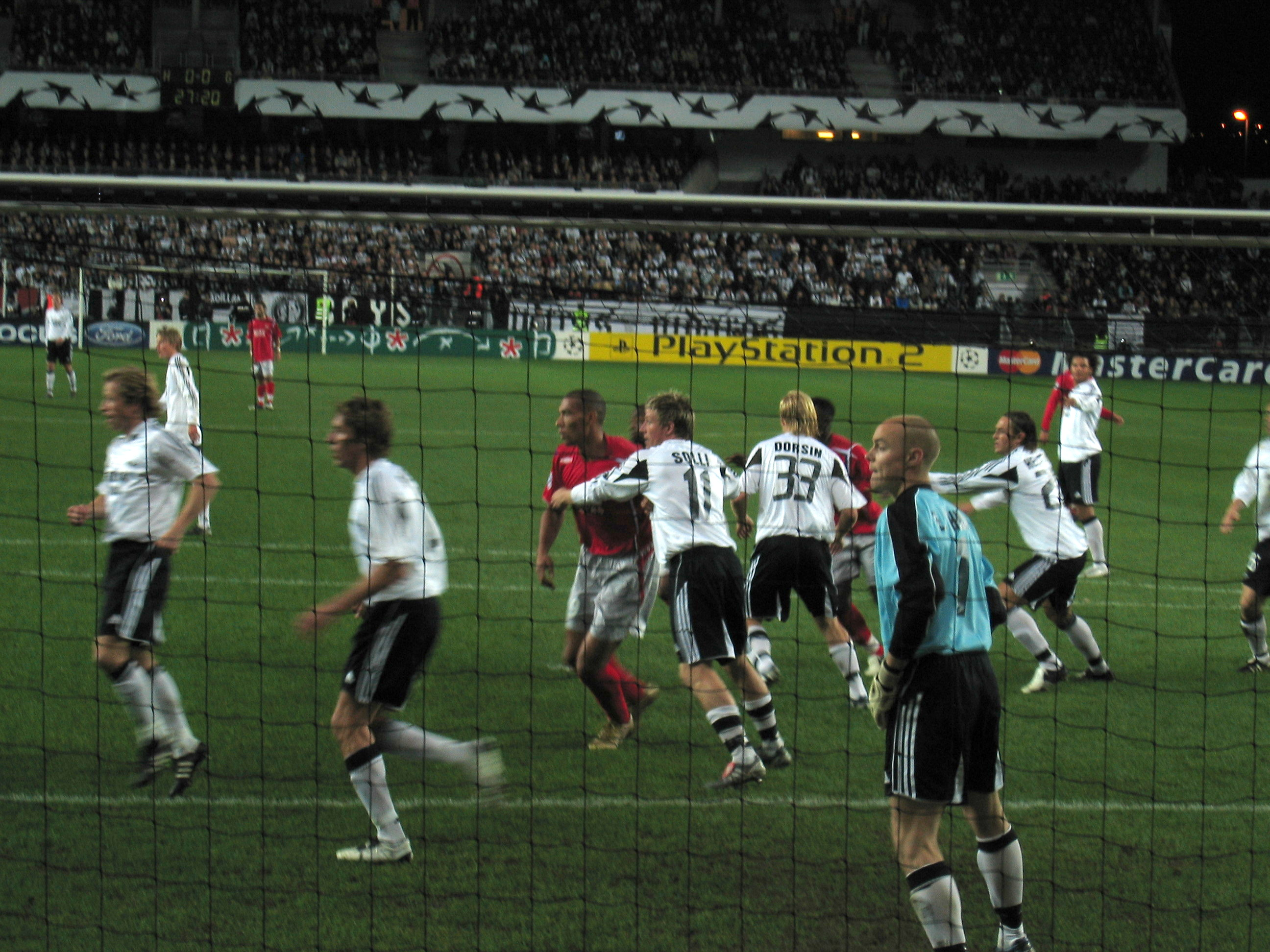
洛辛堡在2005年9月28日主場對里昂的賽事

在過去十一年中，洛辛堡十次參與了歐洲聯賽冠軍杯分組賽的賽事。，當中八次(1995年至2002年)是連續的。這個紀錄一直至2004年，曼聯連續第九次打入分組賽為止。
洛辛堡有兩次機會能夠進一步突破分組賽，分別在1996/97球季，他們出線的機會十分渺茫時，卻在聖西路球場以2-1擊敗AC米蘭，取得寶貴的3分，得以出線十六強，同時把對手踢出局，不過他們後來在十六強，以總比數1-3敗給祖雲達斯。而在1999/2000球季，他們在分組賽中出線，當中作客贏多蒙特3-0的賽事，更堪稱為代表作。
而其他值得回味的賽事包括贏皇家馬德里2-0，和以5-1大勝奧林比亞高斯，都是1997/98球季時發生的事。當然也有不少令人失望的賽事，尤其是法國球隊，包括2002年輸給里昂0-5，和2000年以2-7輸給巴黎聖日耳門。
洛辛堡在2003年未能進入分組賽，他們在資格賽輸給拉科魯尼亞，但2004年在資格賽擊敗海法馬卡比，而即使他們在2005年的聯賽表現糟糕，他們在資格賽擊敗布加勒斯特星隊，令他們第十次打入分組賽。
2007年，俱乐部第十一次打进欧冠分组赛，客场1-1逼平切尔西以及在主客场都以2-0双杀瓦伦西亚令所有人为之侧目。
2009年7月，洛辛堡是在欧洲联赛第二轮资格赛对阵阿塞拜疆Qarabag被淘汰。一年后，于2010年8月，洛辛堡是在欧洲冠军联赛资格赛最后一轮，与丹麦球队哥本哈根足球会打成2-2平，由于客场进球规则的原因被丹麦球队哥本哈根足球会淘汰了。

### 強化（2003年）
2002年末，Nils Arne Eggen在多年的成功後退休，其生涯中只有一年(1998年)由其助手Trond Sollied暫代過一段時間。Eggen 的職位由Åge Hareide取代，他早期領導希爾星堡和邦比奪得聯賽冠軍。
Hareide聲稱除了要維持洛辛堡在挪威的地位，還要改善在歐洲賽的表現。洛辛堡以後要更注要防守，雖然他們仍注要攻擊令他們守住聯賽第一的位置。新的經理也表示要把主場館翻新，這個翻新也是維持球地位的關鍵。當時很多球員自九十年代起就効力球會，當中讓Bent Skammelsrud退休是令球隊年輕化的第一步。
在新的領導下，洛辛堡依然保持水準，他們在這一年的聯賽在只輸兩場的情況下，以14分距離拋離波杜基林特，成功衛冕。而同時球會也分七次成雙料冠軍，他們在杯賽擊敗波杜基林特。雖然他們未能出線歐洲賽，Hareide的第一年仍可算是成功的。但這一年卻是在他的領導下的唯一一年，因為挪威國家足球隊在當年十二月聘請了他作為教練。而他的職位由他的助手Ola By Rise接替，他是球隊著名的前守門員和守門員教練。

### 低朝（2004年-2005年）
Hareide意外的離開球會，令他的改革未能延續。而且隨著資本加速流入挪威足球，令一些球會的財力能追上洛辛堡的水平，洛辛堡的優勢漸漸消失，令洛辛堡不能再壟斷比賽。
洛辛堡是2004年的聯賽冠軍，但這次只是憑較佳的得失球差而已。雖然Ola By Rise成功帶領球隊出戰歐洲賽，但他的合約在十月被終止，而且接任人選一直未能確定。直到十一月，會方在一眾前助理經理的建議下，宣佈Nils Arne Eggen以顧問身份回歸球會，Per Joar Hansen成為經理，Bjørn Hansen和Rune Skarsfjord同時成為助理經理。Hansen和Skarsfjord現在被Knut Tørum和Trond Henriksen取代，而Jørn Jamtfall則是守門員教練。
這個計劃後來證明是失敗的，2005年的洛辛堡可以用災難來形容，球會大半季要努力護級。於是，Eggen中途辭職，Per Joar Hansen 在八月離職，原因可能是壓力太大。而他的職位由Per-Mathias Høgmo接任。他的頭一個月日子，球隊不斷輸波，連杯賽也被淘汰出局。但後來球隊的表現改善，終於能保住超聯的席位，縱使未能在歐洲賽出線。

### 动荡(2006年-2012年)
2005年的頹勢一直延續至2006年季初，到季中時還落後榜首的白蘭恩10分。到了7月27日，由於成績還很糟糕，教練Per-Mathias Høgmo請了病假，由助教Knut Tørum接任。他已經是三年來第三次擔任這個職位，不過這一次獲得重大的成功。洛辛保之後連贏九場賽事，先追近和白蘭恩的距離，後來甚至超越了白蘭恩成為榜首。而到了2006年10月22日，洛辛堡以3-1擊敗第2名的白蘭恩。在這場被形容為「斯蒂克莱斯塔德战役後最大的對戰」中，洛辛堡的勝利令他們在聯賽榜中領先白蘭恩6分。而在下一輪聯賽再擊敗維京的情況下，洛辛堡正式成為2006年挪威足球超級聯賽的冠軍。

尽管在2006年有好的结果，Knut Tørum作为领队无法在2007赛季获得同样的成功。因此，相处，另外总监Knut Thorbjørn Eggen的回归也是其中之一直接导致他2007年10月25日辞职。助理经理Trond系列负责剩下的2007赛季的俱乐部。洛辛堡只能以赛季第五名完成赛季。

Tørum辞职后，洛辛堡开始跟Trond Sollied谈判以求填补主教练的空缺。Sollied，自1998年离开洛辛堡后已经在比利时成为一个功勋教练，此前多次传出与洛辛堡有关的传闻。然而，经过漫长的谈判后Sollied拒绝这份工作，洛辛堡谈判和选帅的方式遭到了多方舆论的批评。终于到12月28日洛辛堡才宣布Erik Hamren 作为2008赛季他们的新教练。Hamren在2008年6月1日开始其任期，因为要履行在奥尔堡的教练合同。在Hamren的到来的前几天Knut Thorbjørn Eggen宣布他立即辞职。媒体猜测Eggen的辞职是被Hamren要求的，意图取得俱乐部的完全控制。在2008年7月27日，洛辛堡成为第一个挪威球队参加欧足联托托杯的决赛，在决赛上以2-1的比分击败荷兰队NAC布雷达。这场胜利令洛辛堡直接晋级欧霸杯小组赛，而不用从资格赛打起。他们没有赢得托托杯，然而，从2006年开始，国际托托杯不设决赛，11队第三轮获胜球队晋身欧洲联盟杯第二轮预选赛。在小组赛阶段洛辛堡未能取得出线资格。俱乐部在联赛中也连续第二年取得联赛第五再度经历一个失望的赛季。

在2009赛季前Hamren给洛辛堡带来一些新的球员，其中之一就是Prica，Hamren在奥尔堡时期十分钟爱的球员。在赛季结束时，洛辛堡积69分以13分领先于竞争对手莫尔德取得联赛冠军。洛辛堡这赛季只输一场，2比3输给了史达。洛辛堡希望取得双冠王，但是在挪威杯的四分之一决赛，以5-0的比分输给了莫迪。但是他们很快复仇，在9月下旬，他们在联赛中击败了莫尔德后顺利取得俱乐部的第21个联赛冠军。
2010年5月20日决定，Nils Arne Eggen将作为洛辛堡2010赛季的领队。因为Hamren被邀请去作为瑞典国家队的领队。Hamrens指挥的最后一场比赛是5-24日2-1战胜维京。
2010年10月24日，洛辛堡客场1-0力克特罗素后顺利取得第22个联赛冠军。11月7日，洛辛堡的最后一场联赛对阵奥勒松以2-2平局，这意味着他们2010整个赛季不败。
2011年1月Jan Jönsson的合同跟史达比克2010赛季结束后，跟洛辛堡签订为期两年合同，他带领的那两年洛辛堡连续两赛季只得联赛第三以及欧洲赛场取得令人失望的战果。最后，俱乐部不满意Jan Jönsson作为主教练的结果，因此他在2012年12月7日被解雇了。

### 回到起源（2013年-）
为了寻找一位新领队，Per Joar Hansen跟俱乐部联系在一起，不过这消息并得不到球迷的欢心，因为之前Hansen在俱乐部的表现非常一般，令球迷对其信心不大。2012年12月14日，俱乐部正式任命Hanson为俱乐部的领队。Hanson上任后豪言要将洛辛堡带回联赛冠军。并且一改球队阵型，从4-4-2变阵为4-3-3，因为90年代洛辛堡垄断时正式使用此阵型。然而八场季前赛只进三球的表现，让球迷不得不对赛季充满了担忧。上半赛季过去，球队暂居联赛第二并且在挪威杯高歌猛进令球迷喜出望外，而且在欧联杯在主场7-2大胜北爱尔兰的十字军更是球队的代表作。球迷对球队自然就有了更高的期待。

快乐的时间总是短暂的，下半年的洛辛堡表现异常令人失望。欧联杯第二轮对阵苏格兰球会圣庄士东主场竟然1-0落败，客场1-1打平直接出局。洛辛堡唯有专注联赛，第23轮竟然输给保级球队特罗素间接令球队失去了重夺联赛冠军的机会。最后落后一分给史卓加斯特，无缘联赛冠军。主场表现差是这赛季的主要原因。
值得欣喜的是之前提及的挪威杯，洛辛堡杀到了决赛，决赛对手为死敌莫迪，结果在2-1领先的情况下被对手连进三球，最后眼白白看着冠军从手边溜走。

## 顏色和徽章
洛辛堡的創始成員在1918年為洛辛堡帶來第一件球衣。該球衣的款式為藍色和黃色的直間條，還有白色褲。而1931年起使用的白衫黑褲樣式，是對奧特的敬意。而贊助商的名字則於1971年開始引入。
洛辛堡通常在作客時，會使用黑衫白褲，或使用全黑和全白的球衣。以前他們是用紅色的衫的。

## 主場球場

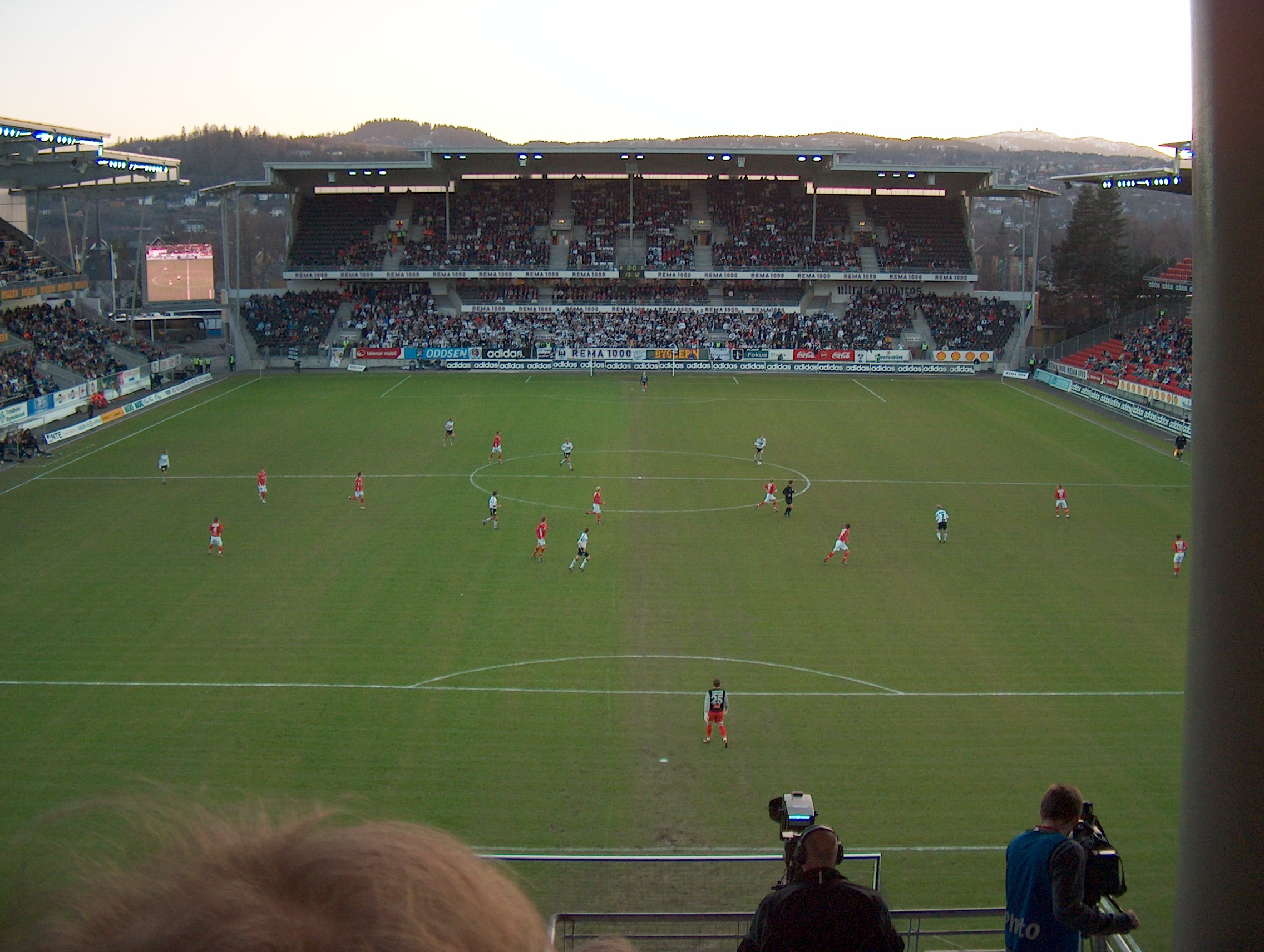
拉簡度球場

洛辛堡的主場館位於拉簡度球場，於1947年8月10日開幕。在1996年進行重大翻新，而在2000年12月至2002年10月期間，會方把拉簡度球場改裝成全坐位兼現代化的球場。位于市中心以南3英里处。
現在球場的容量為21,166人，而官方紀錄中最高入場人次為28,569人(Adresseavisen認為是28,619人，參考 )，在1985年創造，當時的對手是利尼史特朗。不過，因為這場聯賽賽事十分關鍵和決定性，球場的大閘因為承受了龐大的壓力而需要開啟，所以其餘的入場人次無法計算，所以真實數字應該比這個數字高。
拉簡度球場的面積為105米 × 68米。

## 球會榮譽
- 挪威足球超級聯賽:
  - 冠軍 (26): 1967, 1969, 1971, 1985, 1988, 1990, 1992, 1993, 1994, 1995, 1996, 1997, 1998, 1999, 2000, 2001, 2002, 2003, 2004, 2006, 2009, 2010, 2015, 2016, 2017, 2018
  - 亞軍 (7): 1968, 1970, 1973, 1989, 1991, 2013, 2014

- 挪威盃:
  - 冠軍 (12): 1960, 1964, 1971, 1988, 1990, 1992, 1995, 1999, 2003, 2015, 2016, 2018
  - 亞軍 (5): 1967, 1972, 1973, 1991, 1998

## 纪录
该俱乐部在2003年对阵布维克的杯赛中创下了17-0的最大胜利纪录；1996年对阵布兰恩的联赛中创下了10-0的最大胜利纪录；2000年对阵赫尔辛堡的欧洲冠军联赛中创下了6-0的最大胜利纪录。在联赛中，球队在1997年创下了87-20的进球差纪录， 2009年获得了69分的纪录，并在2010年取得了不败的纪录。 1977年降级后，罗森博格队仅获得一场胜利。最高的主场观众人数是在1985年对阵利勒斯特伦的比赛中，有28,569名观众进入Lerkendal Stadion。
罗尔·斯特兰,在1989年至2010年间效力了21个赛季，共出场了644次比赛，比罗森博格的任何其他球员都要多。他还与该俱乐部一起获得了最多的冠军，赢得了16次联赛冠军和5次杯赛冠军。 哈拉尔·马丁·布拉特巴克以256个进球成为俱乐部历史上的最佳射手，并在六个赛季中成为联赛的最佳射手。 西格尔德·鲁什费尔特是联赛历史上的最佳射手，尽管他的大部分进球是为特罗姆瑟队打进的。 Odd Iversen保持着单场比赛和单赛季进球最多的纪录，分别为6个和30个进球。该俱乐部以7500万挪威克朗的最高转会费买卖了约翰·卡鲁，他在2000年转会至瓦伦西亚时获得了这笔费用。

## 球員名單
更新日期：2017年4月18日 (二) 
粗體字為新加盟球員 
註釋：國旗表示球員在國際足聯資格規則定義的國家隊。球員可能擁有一個以上非國際足聯國籍。
| 號碼 |      | 位置 | 球員                  |
| ---- | ---- | ---- | --------------------- |
| 1    | 挪威 | 门将 | 安德烈·翰森           |
| 2    | 挪威 | 后卫 | 維加·埃根·赫登斯塔德  |
| 3    | 挪威 | 后卫 | Birger Meling         |
| 4    | 挪威 | 后卫 | 托雷·雷吉紐森         |
| 5    | 丹麦 | 后卫 | 雅各布·拉斯姆斯       |
| 7    | 丹麦 | 中场 | 米克·贊臣（隊長）     |
| 8    | 挪威 | 中场 | 安德斯·康拉德森       |
| 9    | 丹麦 | 前锋 | 尼克拉斯·本特纳       |
| 10   | 冰岛 | 前锋 | 馬提亞斯·維爾哈爾姆森 |
| 11   | 挪威 | 前锋 | 雅恩埃里克·德·蘭利    |
| 14   | 挪威 | 后卫 | Johan Lædre Bjørdal   |
| 15   | 挪威 | 中场 | Anders Trondsen       |

| 號碼 |          | 位置 | 球員              |
| ---- | -------- | ---- | ----------------- |
| 16   | 挪威     | 后卫 | Jørgen Skjelvik   |
| 17   | 瑞典     | 前锋 | Jonathan Levi     |
| 18   | 挪威     | 中场 | Magnus Stamnestrø |
| 19   | 挪威     | 前锋 | Andreas Helmersen |
| 20   | 澳大利亚 | 后卫 | 阿萊克斯·蓋斯巴赫 |
| 22   | 挪威     | 中场 | Morten Konradsen  |
| 23   | 挪威     | 前锋 | 帕爾·希蘭德       |
| 24   | 挪威     | 门将 | Arild Østbø       |
| 25   | 挪威     | 中场 | Marius Lundemo    |
| 26   | 塞尔维亚 | 前锋 | Milan Jevtović    |
| 28   | 奈及利亞 | 前锋 | 艾迪賓路          |
| 34   | 挪威     | 前锋 | Erik Botheim      |

## 著名球員
- 邦尼拜（1992-1994）
- 卡魯（1999-2000）
- 艾法臣（英语：Steffen Iversen）（1995-1996, 2006-）
- 積及臣（英语：Mini Jakobsen）（1988-1990, 1994-2000）
- 李安赫臣（英语：Øyvind Leonhardsen）（1992-1994）

## 外部連結
- 官方網站 （页面存档备份，存于）
- Kjernen （页面存档备份，存于） - 球迷會網站
- Rosenborg Web （页面存档备份，存于） - 認可球迷網站
- RBKonline - 球迷網站
- Ultras Nidaros （页面存档备份，存于） - 洛辛堡足球流氓網站